# 小飯塚貴世江
小飯塚 貴世江（こいいづか きよえ、1977年10月15日 - ）は、日本の女優、声優。フリー所属。神奈川県出身。

## 人物
桐朋学園大学短期大学部演劇専攻科卒業後、劇団俳優座に15年在籍（1998年-2013年）後、二足の草鞋で所属していた芸能事務所クリオネ(12年在籍)を経て、2019年9月よりフリーで活動。
吹き替えの現場で同席した『風の谷のナウシカ』のナウシカ役の声優の島本須美に声をかけられ「あなたの声は財産ね」と褒められた過去がある。また、舞台で共演した森光子にも、演劇雑誌の中のマキノノゾミとの対談コーナーで、その持ち前の変わった声を賞賛されている。
そのほか、松竹のプロデューサーの話によると、十八代目中村勘三郎が、わずかばかりの脇役で出演していた小飯塚の芝居を褒めて楽屋を後にした、という逸話や、
劇団民藝の米倉斉加年からは、共演した際、楽屋に呼ばれ自ら考えた芸名の提示をされたが、親から貰った名前が気に入っているという理由で、即答で丁重に断った、というエピソードもある。
父は元俳優の満月英世。

## 出演
太字はメインキャラクター。

### テレビドラマ
- 西村京太郎サスペンス 冤罪II（2000年、TBS） - 三宅加代子
- スイート10 第43話（2008年、TBS） - Pastralの客
- 猟奇的な彼女（2008年、TBS） - 婦人警官
- 特命係長 只野仁 シーズン4突入スペシャル 有名デザイナーの誘惑…パリ進出の裏に潜む女の執念と復讐!（2009年1月3日、テレビ朝日） - 水森裕子
- 非婚同盟（2009年、東海テレビ） - 蓑田恒子
- 猿ロック 第11話（2009年、日本テレビ） - ブス講師
- 示談交渉人 ゴタ消し 第7話（2011年2月17日、読売テレビ） - 知美
- ドクロゲキ（2012年、1月15日、フジテレビ） -　麗子
- たべるダケ（2013年、テレビ東京） - 横山典子
- 三匹のおっさん〜正義の味方見参!! 第1話（2014年、テレビ東京）
- 相棒 Season12 第１３話（2014年1月22日、テレビ朝日） - 喫茶店のウェイトレス
- 戦う女 (2014年、フジテレビNEXT ライブ・プレミアム)
- 刑事７人 (2015年、テレビ朝日)
- 世にも奇妙な物語'16秋の特別編／捨て魔の女 (2016年、フジテレビ)
- ヒガンバナ～警視庁捜査七課～  第1話 (2016年、日本テレビ )
- Doctor-X～外科医・大門未知子～ 第7話 (2017年、テレビ朝日) - 萌々香
- ゆとりですがなにか純米吟醸純情編 (2017 年、日本テレビ)
- ａｎｏｎｅ (2018 年、日本テレビ)
- 新春ドラマスペシャル　都庁爆破！ (2018年、TBS ) - 森野洋子(森野の妻・人質)
- TBS 新春ドラマ特別編　下町ロケット (2019年、TBS)

### テレビアニメ
- ホームムービーズ（ロニー）
- 無人惑星サヴァイヴ（チャコ[2]）
- クリーピー（モンセラッテ校長）

### 吹き替え
- アニマル・レスキュー・キッズ（メリッサ）
- ハリー・ポッターとアズカバンの囚人（漏れ鍋屋の掃除婦）
- Mr.インクレディブル（カーリ・マッキーン）
- 世界の中心は、君だ（セホの妹）
- スパングリッシュ 太陽の国から来たママのこと（バーニー・クラスキー）
- ドクター・フー（アーシュラ）
- ボーイ・ミーツ・ワールド（ベッキー）
- ふたりはお年ごろ
- ハイスクール・ウルフ（デビー）
- WITHOUT A TRACE/FBI 失踪者を追え!　#012 暴力からの脱出（ジュリー）
- glee（スージー）
- シャーロック3
- GIRLS/ガールズ（ショシャンナ（ゾーシャ・マメット））
- ヤング・シェルドン（ミッシー・クーパー〈レーガン・リヴォード〉）
- オール・マイ・ライフ（アマンダ〈クリッシー・フィット〉）

### 舞台
- 千鳥
- ロボット
- 阿修羅の妻（きぬ）
- bridge（楠鈴音）
- 海夫人（ヒルデ）
- 蒼ざめた馬（朴の内縁の妻ふみ）
- 銘々のテーブル（メーベル）
- セパレート テーブル（ドリーン）
- 東京原子核クラブ（大久保桐子）
- 離れて遠く二万キロ（寺林文）
- ピーター・パン（トートルズ）
- 二学期の風（少年A）
- 僕の東京日記（スーパーマーケット店員 土橋）
- 春、偲び難きを（すえ）
- 雪まろげ（とみ）
- ちがいますシスターズ（夏野うねり）
- ホテルthe寿（山城桂子）
- ナツひとり（いね）
- サバンナチャンス（タナナホ）
- 金魚鉢の中の少女（アイリス）
- あたっくNo.1（眉毛ちゃん）
- 沢田研二主演音楽劇 探偵－哀しきチェイサー（アキラ）
- 犬目線/握り締めて（大原ともこ）
- 渇いた人々は、とりあえず死を叫び（逸見桜）
- ヒメハルーヒメジョオン・ハルジオンー（セピア）
- 父と暮せば（美津枝）
- 沢田研二主演音楽劇 探偵〜哀しきチェイサー2（アキラ）
- automata（腹話術人形マオ）
- 母をたずねて膝栗毛（新吉）
- ツチプロ第8回公演｢カップで自分を量るがいい｣作:土田英生 演出:須藤黄英 於:OFF･OFFシアター（2014年）
- 地人会新社第4回公演｢クライムスオブザハート｣演出:田中壮太郎 於:赤坂RED/THEATER（2015年）
- たとえば野に咲く花のように｣作：鄭義信 演出:鈴木裕美 於:新国立劇場小劇場（2016年）
- テトラクロマット第三回公演「風は垂てに吹く」脚本:坂口理子 演出:福島敏朗 於:吉祥寺シアター（2016年）
- 音楽劇｢大悪名The Badboys Last Stand！｣作・演出:マキノノゾミ 於:東京芸術劇場プレイハウス他（2017年）
- 山猫幻燈會「見えない同居人」作 杉山響子 於:中野ＭＯＭＯ（2018年）
- 名取事務所公演｢ベッドに縛られて｣作：エンダ・ウォルシュ 翻訳:小田島恒志 演出:扇田拓也 於：小劇場（2019年）
- Nakatsuru Boulevard Tokyo produce Vol.2「おかめはちもく」 作/演出 中津留章仁 於：サンモールスタジオ2021年5月16日(日)～23日(日)
- Pカンパニー第41回公演「オセロの横顔」〜シリーズ罪と罰 CASE11〜 脚本:山谷典子 演出:小笠原響 於：シアターグリーン BOX in BOX THEATER（2024年）[3]
- ツチプロリーディングアクト公演 vol.4「白い病」演出：土屋士 於：南青山MANDALA（2024年）[4]
- ゴールデン・エイジ 演出：小笠原響 於：下北沢駅前劇場（2024年）[5]
- キッチュ&ホラー・イン・モータース 作・演出：益山貴司 於：浅草九劇（2024年）[6]
- 夏の川企画 第5回公演「コーヒーとカレーと見田さんと」作：くるみざわしん 演出：小笠原響 於：シアターグリーン BOX in BOX THEATER（2025年）[7]

### CM
- アリコのとってもよくばり終身保険
- 読売新聞購入促進映像（ 2018年）
- UHA味覚糖／さけるグミ｢ 3月のさけるグミ｣篇（2019年）